# Irenia
Irenia is een geslacht van vlinders van de familie sikkelmotten (Oecophoridae), uit de onderfamilie Oecophorinae.

## Soorten
- I. curvula Clarke, 1978
- I. leucoxantha Clarke, 1978